# Agrotis fervida
Agrotis fervida là một loài bướm đêm trong họ Noctuidae.